# Veka
Veka AG er en tysk producent af PVC-plastik-profilsystemer til brug for fremstilling af vinduer, døre og facadeløsninger. De har hovedkvarter i Sendenhorst, Westfalen. I 2018 havde de 6.000 ansatte og en omsætning på 1,1 mia. euro.
Virksomheden blev etableret af Ewald Venhues i 1969.